# Spike (elettrotecnica)
Con spike ci si riferisce ad una rapida variazione di tensione, più precisamente ad un picco
di tensione e breve durata, tipicamente da pochi millisecondi a 100 ms e oltre. Tali spike attraversano il fusibile, che non fonde, e si riversano sulle apparecchiature elettroniche. Il livello di tensione misurato con speciali registratori grafici ad alta velocità ha raggiunto 4 kV e oltre. Sulle apparecchiature elettroniche non protette contro questo tipo di fenomeno, gli spike sono in grado di causare forti danni.

## Cause
Tipicamente, lo Spike si genera sulla rete di distribuzione all'atto della connessione o disconnessione di grandi tratte della rete stessa: per quanto tali eventi siano controllati, non è possibile prevedere in modo significativo il comportamento di una rete elettrica eterogenea all'atto della sua connessione.
Gli spike possono inoltre essere conseguenze delle correnti di spunto di motori elettrici, ovvero delle correnti utilizzate dai motori all'avviamento per vincere la forza di inerzia che ne contrasta la partenza.

## Conseguenze
Questi eventi creano un flusso di corrente sulla rete elettrica che solo dispositivi appositamente predisposti sono in grado di contrastare (i fusibili, ad esempio, hanno un tempo di fusione troppo elevato perché possano essere efficaci su un fenomeno così istantaneo): talvolta, gli strumenti più sensibili sono investiti da questo flusso di corrente (in quanto la maggior parte delle apparecchiature elettroniche sono stabilizzate in tensione piuttosto che in corrente) e sono quindi tipicamente soggetti a guasti della sezione di alimentazione (trasformatori o raddrizzatori).
Un altro esempio di impianto in cui possono frequentemente originarsi spike è quello dell'automobile: se un incauto amatore provasse a collegare direttamente un dispositivo elettronico alla batteria, al momento dell'accensione del motore potrebbero verificarsi dei picchi di tensioni elevati che rischierebbero di danneggiare o addirittura distruggere, a livello di componentistica elettronica, il dispositivo stesso.
Per questo motivo, è sempre consigliabile inserire un circuito di filtraggio tra il dispositivo e la batteria.

### In informatica
In informatica, gli alimentatori più economici dei Personal computer non dispongono di dispositivi adeguati a contrastare il fenomeno; negli alimentatori più evoluti invece è presente una protezione per questo tipo di fenomeni, talvolta affiancata ad una protezione contro gli sbalzi di tensione causati da fulmini.

## Soluzioni
Non esistono soluzioni totali al fenomeno, l'utilizzo di un gruppo di continuità può dare una protezione, ma solo se questo ha certe caratteristiche, quali: funzionamento con generazione della tensione indipendente dalla rete elettrica, on line senza commutazione,
inoltre deve avere in ingresso un trasformatore per la separazione galvanica dalla rete. L'utilizzo di un gruppo di continuità del tipo a commutazione è completamente inutile ai fini della protezione elettrica, sia contro gli spike, sia contro le variazioni "lente"
della tensione di rete.
La verifica della presenza di questa tipologia di disturbi su una rete elettrica è possibile tramite strumenti definiti analizzatori di disturbi di rete, i quali possono registrare ora, minuto e secondo in cui si è generato l'impulso, registrandone anche il livello, la durata e la forma d'onda; uno dei costruttori maggiormente specializzati in questo campo, presente sul mercato da decenni, è lo statunitense DRANETZ. 
Altra soluzione è quella di usare un componente come il Transil
Il Transil ha un comportamento simile ad un diodo Zener in quanto blocca la tensione ai suoi capi al valore per cui è progettato ma, a differenza di quest'ultimo, serve per proteggere i circuiti elettronici dai picchi di sovratensione veloci e distruttivi.
Rispetto ad un diodo zener ha infatti un tempo di intervento più veloce (spesso dell'ordine dei picosecondi) e un tempo di riapertura, dopo che il transitorio di sovratensione è trascorso, generalmente molto maggiore.